# Parnera
Parnera là một thị trấn thống kê (census town) của quận Valsad thuộc bang Gujarat, Ấn Độ.

## Địa lý
Parnera có vị trí 20°33′B 72°57′Đ / 20,55°B 72,95°Đ Nó có độ cao trung bình là 44 mét (144 feet).

## Nhân khẩu
Theo điều tra dân số năm 2001 của Ấn Độ, Parnera có dân số 10.713 người. Phái nam chiếm 54% tổng số dân và phái nữ chiếm 46%. Parnera có tỷ lệ 79% biết đọc biết viết, cao hơn tỷ lệ trung bình toàn quốc là 59,5%: tỷ lệ cho phái nam là 85%, và tỷ lệ cho phái nữ là 72%. Tại Parnera, 10% dân số nhỏ hơn 6 tuổi.